# Asylcenter Ranum
Asylcenter Vesthimmerland afd. Ranum eller Asylcenter Ranum er et asylcenter i den nordjyske by Ranum.
Det hører ind under Asylcenter Vesthimmerland der organisatorisk er en del af Vesthimmerlands Kommune.
Asylcenter Ranum er hovedcentret for Asylcenter Vesthimmerland, der driver flere andre asylcentre.
Asylcenter Vesthimmerland og Asylcenter Ranum blev etableret i oktober 2012.
I Ranum er der plads til 325 asylansøgere.
Det holder til i bygninger der tidligere var kollegium for Ranum Seminarium.
De første 48 asylansøgere flyttede ind i begyndelsen af oktober 2012 og kom fra lande så som Rusland, Irak og Sydafrika.
Der var tale om både enlige og familier.
Bygningerne var i 2012 ejet af det københavnske firma Flexhomes Management ApS.
Ved centret er der ansat 13 personer, de fleste pædagogiske medarbejdere.
Der har været ansat en person til at koordinere frivillige.
Asylansøgerne står selv for rengøring, tøjvask, indkøb og madlavning.
Børn fra 6 til 16 år går i en speciel modtagerklasse i Farsø Skole, med mindre at de har danskkundskaber nok til at kunne gå i almindelig folkeskole i Ranum Skole.
Personer over 16 år går i en speciel asylskole.
Siden 2014 er asylskolen under CKU Himmerland, der også drives af Vesthimmerlands Kommune.
Eleverne på denne skole kommer ikke blot fra Ranum, men også fra Asylcenter Randers og Asylcenter Skørping.
Skolebygningen er den tidligere Louns-Alstrup Skole.
I fritiden kan asylansøgerne blandt andet dyrke fodbold, floorball eller zumba i den lokale idrætsforening.
Fodboldholdet deltager i Asylliga.
Asylcentret har arrangeret åbent hus med fællesspisning og musikalsk underholdning af Nødhjælpsorkestret hvor Al Agami er forsanger.
Børnene på asylcentret har også deltaget i "gøgler-uge", idrætsdag og "Børnenes dag".
Nogle af asylansøgerne har aktiveringsjob som tolk eller chauffør.
Blandt de personer der har boet på Asylcenter Ranum er Alnour Alwan.
Den da 26-årige Alwan var gift med den 17-årige Rimaz Alkayal og de blev flyttet fra hinanden til hver sit asylcenter som følge af barnebrudssagen.
Deres sag var i fokus og de fik tilkendt en godtgørelse på 10.000 kroner. Sagen og lignende sager førte siden først til Instrukskommissionen,
siden til rigsretssagen mod Inger Støjberg.
Kommunernes, herunder Vesthimmerlands Kommunes, rationale med at drive asylcentre ses som en mulighed for at skabe vækst og arbejdspladser.
I 2016 udtalte en konsulent i Vesthimmerlands Kommunes asylafdeling til Information:
| „ | Det kan være med til at holde skoler i live og giver en indsprøjtning til det lokale liv. Der kommer noget dynamik og omsætning herude i Vandkantsdanmark og til vores offentlige institutioner, som de her distrikter sagtens kan bruge | “ |

På trods af asylcentret og Ranum Efterskole har det dog ikke betydet af Ranum har fået flere indbyggere (når der ses bort fra asylansøgere og elever på efterskolen).
Fra 2010 til 2016 gik befolkningstallet tilbage fra 1121 til 1011.
Indpendlingen er betydelig.
Udlændingestyrelsen havde udset sig landsbyen Ranum som asylcenter og kommunen blev først informeret om asylcentret i august 2012.
Ved et byrådsmøde i september vedtog et enigt byråd Udlændingestyrelsens planer.
Vesthimmerlands borgmester Knud Kristensen mente at hvis ikke kommunen havde overtaget projektet var der blot kommet en anden driftsherre.
For indbyggerne i Ranum blev Asylcenter Ranum annonceret ved et borgermøde i september 2012, og da var en større del af landsbyens indbyggere mødt op.
Der var argumenter både for og imod, hvor tvivlerne påpegede en risiko for øget kriminalitet og fald i ejendomsværdi.
Udlændingestyrelsens repræsentant forsikrede dog at asylcentret kun ville rumme "velfungerende mennesker".
Trods Udlændingestyrelsens forsikring har der været flere sager hvor politiet har været indblandet.
Første gang var i januar 2013 hvor fem politipatruljer måtte rykke ud til asylcentret efter at henimod 20 somalier havde bevæbnet sig med køller og knive og der var optræk ballade.
Senere på året blev en tjetjensk asylansøger på centret anholdt og sigtet for omfattende tyverier.
I 2014 brød en asylansøger fra centret ind hos en familie i Ranum og forudlempede en 14-årig pige.
Episoden blev meldt til politiet og gerningsmanden ført videre til Sandholmlejren.
I 2015 var en asylansøger fra centret kravlet op på en 12 meter høj skorsten og truede med at springe ned.
Politi og beredskab var tilstede flere timer indtil manden kravlede ned.
En ung mandlig asylansøger begik hærværk i 2017 ved at knuse flere vinduer i centret.
Han blev forflyttet til et asylcenter på Sjælland.
I maj 2018 var tre personer fra Irak og Afghanistan i slagsmål på asylcentret og en af dem fik knivsår.
Alle tre blev anholdt.
Senere på året blev en person stukket i ryggen med en kniv.
En udlænding der ikke boede på asylcentret blev mistænkt som gerningsmand og efterlyst.
Ved Retten i Aalborg blev gerningsmanden dømt to år og tre måneders fængsel samt udvisning af Danmark med 12 års indrejseforbud.
Senere i 2018 blev to personer der boede på Asylcenter Ranum sigtet for besiddelse af narkotika i form af 42 gram brun heroin.
I forbindelse med en tvangsfjernelse af en pige i 2020 blev to politibetjente overfaldet på asylcentret af to af hendes brødre,
og et par uger senere var der knivstikkeri på centret hvor en beboer blev stukket i halsen.
Politiet blev igen tilkaldt efter rudeknusninger og slagsmål i november 2021.
En kvinde der også havde været på Asylcenter Sandholm og et kvindeasylcenter i Skørping anså Asylcenter Ranum som det værste asylcenter hun havde været på.
Hun berettede at der i lejren blev solgt stoffer, ulovligt alkohol og cigaretter styret af en østeuropæisk bande, at centrets ledelse ikke foretog sig noget i den anledning og at mange piger fik en abort.
Under renoveringen af lokalerne i oktober 2012 blev benyttet uregistrerede og underbetalte polske bygningshåndværkere.

## Eksterne link
- Asylcenter Vesthimmerland - Ranum, Trap Danmark

56°53′42″N 9°13′28″Ø / 56.89492°N 9.22431°Ø